# At have og ikke have
At have og ikke have (engelsk: To Have and Have Not) er en amerikansk film fra 1944 instrueret af Howard Hawks med Humphrey Bogart og Lauren Bacall i hovedrollerne. Handlingen bygger i grove træk på Ernest Hemingways roman To have and have not fra 1937, men drejebogen er ændret på en lang række punkter i forhold til bogen. Filmen er basalt set en spændingsfilm, der krydres med et romantisk forhold mellem de to hovedpersoner, der senere blev udvidet til et privat forhold mellem de to skuespillere, der mødte hinanden første gang under indspilningen af filmen.

## Handling
Filmen foregår på øen Martinique under anden verdenskrig og handler om den frie fugl, amerikaneren Harry Morgan (Bogart), der lever af at sejle med rige amerikanske lystfiskere. Han interesserer sig ikke for politik, men bliver modvilligt involveret i krigen, da han af pengenød må tage et job med at transportere en flygtning for den franske modstandsbevægelse. Samtidig har han et stormende forhold til natklubsangeren Marie Browning (Bacall), der sympatiserer med modstandsbevægelsen.

## Medvirkende
- Humphrey Bogart – Harry Morgan, bådudlejer
- Lauren Bacall – Marie "Slim" Browning, natklubsanger
- Walter Brennan – Eddie, Harrys hjælper
- Marcel Dalio – Gerard "Frenchy", hotelejer og modstandsmand
- Hoagy Carmichael – Cricket, pianist
- Dan Seymour – Renard, gestapochef
- Walter Sande – Johnson, amerikansk lystfisker
- Walter Szurovy – Paul de Bursac, fransk modstandsmand og flygtning
- Dolores Moran- Hellene de Bursac, Pauls hustru

## Eksterne Henvisninger
- At have og ikke have på Internet Movie Database (engelsk)
- At have og ikke have på Filmdatabasen
- At have og ikke have i Svensk Filmdatabas (svensk)
- At have og ikke have på AlloCiné (fransk)
- At have og ikke have på MovieMeter (nederlandsk)
- At have og ikke have på AllMovie (engelsk)
- At have og ikke have hos American Film Institute (engelsk)
- At have og ikke haves profil hos Encyclopædia Britannica Online (engelsk)
- At have og ikke have på Turner Classic Movies (engelsk)
- At have og ikke have på The Movie Database (engelsk)